# シリンガアルデヒド
シリンガアルデヒド(Syringaldehyde)は、天然に存在する芳香族アルデヒドであり、アルコールに溶解する。ある種の昆虫は、シリンガアルデヒドを化学コミュニケーションシステムに利用する。
屈折率は、1.53である。

## 天然の存在
シリンガアルデヒドは、天然ではトウヒ属やカエデ属の木に存在する。

## 合成
シリンガアルデヒドは、ダフ反応によって生成される:。